# 사쿠라 중학 시리즈
사쿠라 중학 시리즈(일본어: 桜中学シリーズ)는 TBS 텔레비전 계열에서 드라마이다.

## 작품 소개
- 《3학년 B반 긴파치선생》
- 《1학년 B반 신파치선생》
- 《2학년 B반 센파치선생》
- 《3학년 B반 간파치선생》